# Metafroneta subversa
Metafroneta subversa là một loài nhện trong họ Linyphiidae.
Loài này thuộc chi Metafroneta. Metafroneta subversa được A. David Blest & Cor J. Vink miêu tả năm 2002.